# Pirahã (folkslag)
Pirahã är en stam av jägare-samlare i Amazonas, som lever till största del kring Maici-floden. Deras antal är idag runt 200, som är en kraftig nedgång från antalet för bara några decennier sedan och deras kultur riskerar att dö ut.
Pirahãfolket talar språket pirahã, som är mycket viktigt för deras kultur och etnicitet. Medlemmar av stammen kan vissla sitt språk, något som utnyttjas av männen, när dessa är ute på jakt. Kulturen och språket, som anses vara intimt förknippade med varandra, har många unika drag:
- Så vitt forskare vet är stammens kultur helt inriktad på händelser som kan förmedlas i första person, och ingen muntlig kultur som sträcker sig längre än vad som finns i minnet på de nu levande.
- Språket har inga som helst relativsatser eller grammatisk upprepning, rekursion, vilket fastställts genom moderna frekvensanalyser av en grupp på MIT. Dess sju konsonantljud och tre vokaler är det lägsta antalet fonem bland de kända språken.
- Pirahã har världens enklaste system för angivelse av släktskap, där inga biologiska band bortom biologiska syskons återges.
- Folket saknar egentliga räkneord och precisa angivelse för tal. Forskare har gått så långt som att påstå att stammens medlemmar tidigare var oförmögna att lära sig räkna. I dag bedrivs dock undervisning för barnen, vilket visat på motsatsen.
- Skriftspråk saknas.
- Det misstänks att språkets uppsättning av pronomen, som är det mest primitiva man känner till, är helt och hållet inlånat från ett tupí-guaraní-språk och att språket dessförinnan helt enkelt saknade pronomen.
- Samma omstridda teori anser att språket saknar färgterminologi i egentlig mening. Det finns inga analyserbara ordrötter för färger; alla färger anges i form av sammansättningar som mii sai "blodliknande" för "röd".[1]
- Folket har mycket enkla konstyttringar. De konstföremål som finns består mestadels av halsband och enkla streckfigurer. De är mycket oraffinerade och används främst för att skrämma bort onda andar.

Pirahãfolket har för vana att sova endast korta perioder (en kvart till två timmar) under dygnet och sover mycket lite på natten. De går ofta hungriga, men inte för att de saknar mat, utan beroende på en önskan att vara tigisái ("hård").
Pirahãfolket har inte återberättat några former av berättelser eller mytologi för de forskare som studerat dem.
Professor Daniel Everett är den kontroversielle språkforskare som står bakom teorierna och skrev den första grammatiken för pirahã. Att utmana Noam Chomskys lingvistiska grundtes om rekursion stöter på invändningar.